# Hareid
Hareid is een gemeente in de Noorse provincie Møre og Romsdal. De gemeente telde 5185 inwoners in januari 2017. Hareid ligt op de oostelijke helft van het eiland Hareidlandet. Op de andere helft ligt de gemeente Ulstein. Via de Eiksundbrug en de Eiksundtunnel is het eiland, en de gemeente, verbonden met het vasteland.

## Plaatsen in de gemeente
- Brandal
- Flotene
- Hareid
- Hjørungavåg

Ålesund · Aukra · Aure · Averøy ·  Fjord · Giske · Gjemnes · Haram · Hareid · Herøy · Hustadvika · Kristiansund ·  Molde · Ørsta · Rauma · Sande · Smøla · Stranda · Sula · Sunndal · Surnadal · Sykkylven · Tingvoll · Ulstein · Vanylven · Vestnes · Volda

Fylker van Noorwegen